# De Tomaso F2
Der De Tomaso F2 war ein 1960 konstruierter Rennwagen des italienischen Automobilherstellers De Tomaso. Er erschien im Herbst 1960 zu einem der letzten Rennen der 1,5-Liter-Formel-2 und wurde in den folgenden zwei Jahren viermal bei Formel-1-Rennen ohne Weltmeisterschaftsstatus an den Start gebracht. Dabei erreichte er zwei Zielankünfte. Der als Einzelstück hergestellte F2 gilt als Prototyp für de Tomasos erstes Formel-1-Auto, das 1961 als De Tomaso F1 debütierte.

## Hintergrund
Der aus Argentinien stammende Rennfahrer und Geschäftsmann Alejandro de Tomaso bestritt im Dezember 1959 sein letztes Formel-1-Rennen. Zum Großen Preis der USA meldete er einen Cooper T43, den er mit einem OSCA-Motor ausgestattet hatte. Im gleichen Jahr gründete er im italienischen Modena eine Automobilwerkstatt, in der er Rennwagen für verschiedene Klassen (und ab 1965 auch Straßensportwagen) herstellen ließ. Das erste Fahrzeug der neuen Marke war der Isis, ein für die Formel Junior bestimmter Rennwagen, der eine Kopie des von Alejandro de Tomaso eingesetzten Cooper T43 war. Auf dieser Grundlage entwickelte de Tomaso den F2, aus dem im folgenden Jahr der F1 wurde. Beide Modelle waren ebenfalls Cooper-Kopien. Sie galten als „untauglich“. Der 1962 neu konstruierte Nachfolger 801 war ebenfalls erfolglos, sodass De Tomaso Ende 1963 seine Motorsportbemühungen zunächst einstellte, bevor er 1970 mit dem 505 und Frank Williams Racing Cars einen Neuanfang versuchte.
Der Verbleib des De Tomaso F2 ist ungeklärt. Nach 1963 sind keine Renneinsätze mehr dokumentiert. Der US-amerikanische Designer Tom Meade behauptete in den 1970er-Jahren, er habe den Rahmen des De Tomaso F2 übernommen und Teile davon bei der Konstruktion des Gitterrohrrahmens für den Thomassima II verwendet, eines Sportwagens, der 1967 als Einzelstück hergestellt wurde.

## Konstruktion

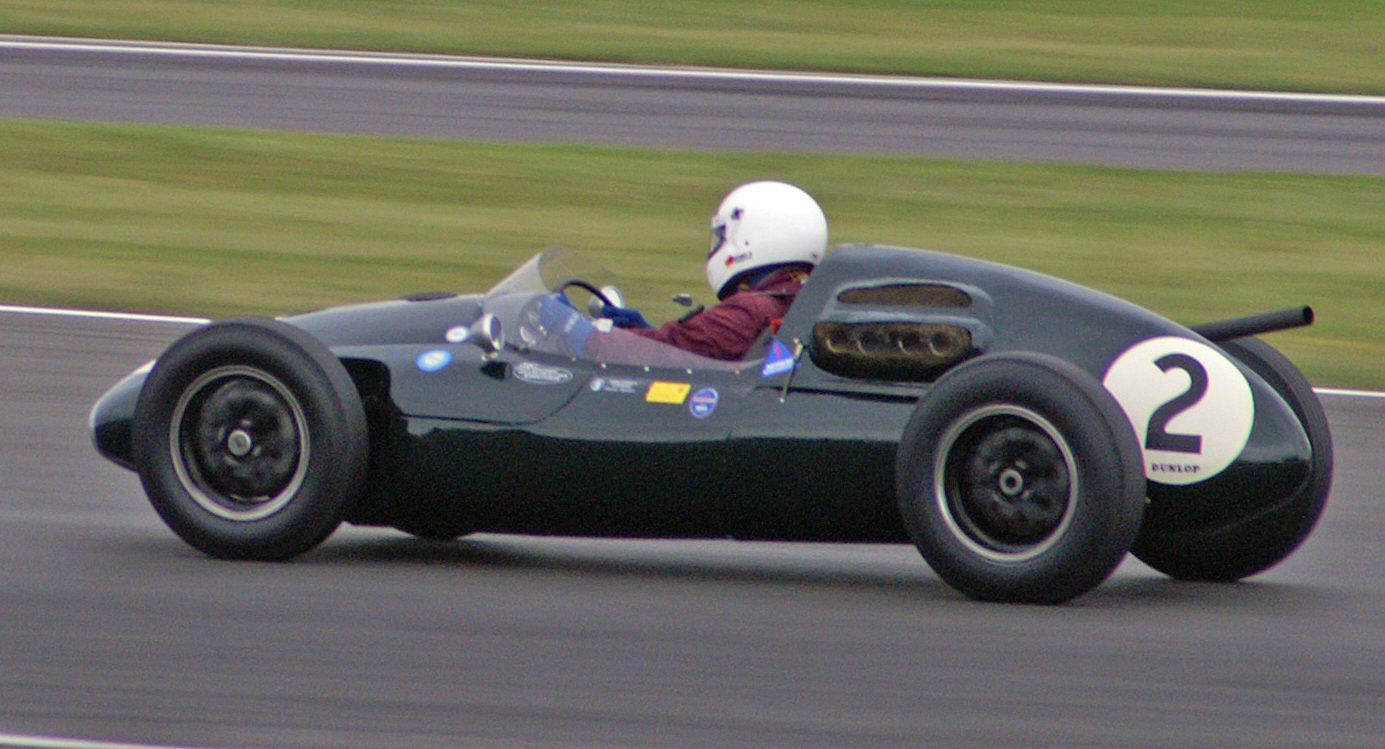
Cooper T43: Vorbild des De Tomaso F2

Der De Tomaso F2 ähnelte konzeptionell und äußerlich stark dem Cooper T43. Er hatte einen Gitterrohrrahmen. Die Aufhängung entsprach weitestgehend der des Isis. Es war eine Einzelradaufhängung mit doppelten Querlenkern und Dämpferbeinen rundum. Auch die Karosserie war dem Cooper nachempfunden.
Als Antrieb diente zunächst ein von Virgilio Conrero getunter 1,5 Liter großer Reihenvierzylindermotor von Alfa Romeo. Conrero hatte den Giulietta-Motor mit einem neuen Zylinderkopf und einer Doppelzündung versehen. Der Motor war hinter dem Fahrer eingebaut. Die Kraftübertragung übernahm ein handgeschaltetes Fünfganggetriebe von De Tomaso. 1961 erhielt der F2 einen Vierzylindermotor von OSCA. Für sein letztes Rennen im Jahr 1963 erhielt der F2 schließlich einen Reihen-Vierzylindermotor von Maserati.

## Renneinsätze
Die Renneinsätze des F2 erfolgten zunächst durch das Werksteam; 1963 schließlich meldete der private Fahrer Gastone Zanarotti den Wagen für ein Rennen.

### Formel 2
Die Scuderia De Tomaso meldete den F2 mit Alfa-Romeo-Motor erstmals Anfang Oktober 1960 zum Großen Preis von Modena, dem viertletzten Rennen der Formel-2-Saison. Fahrer war Roberto Bussinello. Er beschädigte den Wagen zu Beginn des Trainings so stark, dass er nicht mehr repariert werden und Bussinello das Training nicht beenden konnte. Er wurde als Nichtqualifikant gewertet, sodass eine Rennteilnahme ausgeschlossen war. Einen weiteren Formel-2-Einsatz erlebte das Auto nicht.

### Formel 1
Mit Beginn der Automobil-Weltmeisterschaft 1961 übertrug die FIA das bisherige Reglement der Formel 2 auf die Formel 1. Die Formel-1-Weltmeisterschaft war nunmehr für Fahrzeuge mit einem maximal 1,5 Liter großen Motor ausgeschrieben; die Autos mussten ein Mindestgewicht von 450 kg haben. Mit Einführung der sogenannten 1,5-Liter-Formel-1 entfiel zunächst die Formel 2; sie wurde erst 1964 wiederbelebt.
1961 und 1962 brachte die Scuderia De Tomaso, die sich inzwischen schwerpunktmäßig mit den neu aufgebauten F1-Modellen beschäftigte, den bekannten F2 mit einem OSCA-Motor bei drei Formel-1-Rennen an den Start, die jeweils nicht zur Weltmeisterschaft zählten. Zunächst erschien er für das nun Isobel de Tomaso genannte Werksteam beim Großen Preis von Neapel im Mai 1961. Fahrer war erneut Roberto Bussinello. In dem Rennen, zu dem kein anderes Werksteam antrat, wurde er mit vier Runden Rückstand Fünfter. Vier Monate später meldete de Tomaso das Auto für Gastone Zanarotti zum Großen Preis von Modena 1961. Zanarotti verpasste hier die Qualifikation, während sich Bussinello in einem ebenfalls vom Werksteam eingesetzten F1 mit Alfa-Motor qualifizierte. Ein halbes Jahr später wurde der Wagen zum Großen Preis von Neapel 1962 erneut für Zanarotti gemeldet, der auch hier an der Qualifikation scheiterte.
1963 erschien Zanarotti noch einmal mit dem F2. Er meldete das Auto, das nun mit einem Maserati-Motor ausgestattet war, zum Großen Preis von Rom in Vallelunga. Im ersten Lauf kam er als Neunter, im zweiten als Achter ins Ziel. In der Gesamtwertung belegte er Rang acht hinter Roberto Lippi und Rovero Campello, die privat zwei De Tomaso-F1-Chassis mit Maserati- bzw. Osca-Motoren einsetzten.

## Rennergebnisse

### Formel 2
| Saison               | Team          | Fahrer | 1 | 2 | 3 | 4 | 5 | 6 | 7 | 8 | 9 | 10 | 11 | 12 | 13 | 14 | 15 | 16 | 17 | 18 | 19 | 20 | 21 | 22  | 23 | 24 | 25 | 26 |
| -------------------- | ------------- | ------ | - | - | - | - | - | - | - | - | - | -- | -- | -- | -- | -- | -- | -- | -- | -- | -- | -- | -- | --- | -- | -- | -- | -- |
| 1960                 |               |        |   |   |   |   |   |   |   |   |   |    |    |    |    |    |    |    |    |    |    |    |    |     |    |    |    |    |
| Automobili De Tomaso | R. Bussinello |        |   |   |   |   |   |   |   |   |   |    |    |    |    |    |    |    |    |    |    |    |    | DNQ |    |    |    |    |

### Formel-1-Rennen ohne Weltmeisterschaftsstatus
| Saison             | Team         | Fahrer | 1 | 2 | 3 | 4 | 5 | 6 | 7  | 8   | 9 | 10 | 11 | 12 | 13 | 14 | 15 | 16 | 17 | 18  | 19 | 20 | 21 | 22 | 23 | 24 | 25 | 26 | 27 |
| ------------------ | ------------ | ------ | - | - | - | - | - | - | -- | --- | - | -- | -- | -- | -- | -- | -- | -- | -- | --- | -- | -- | -- | -- | -- | -- | -- | -- | -- |
| 1961               |              |        |   |   |   |   |   |   |    |     |   |    |    |    |    |    |    |    |    |     |    |    |    |    |    |    |    |    |    |
| Isobel De Tomaso   | R. Businello |        |   |   |   |   |   |   |    |     |   | 5  |    |    |    |    |    |    |    |     |    |    |    |    |    |    |    |    |    |
| Isobel De Tomaso   | G. Zanarotti |        |   |   |   |   |   |   |    |     |   |    |    |    |    |    |    |    |    | DNQ |    |    |    |    |    |    |    |    |    |
| 1962               |              |        |   |   |   |   |   |   |    |     |   |    |    |    |    |    |    |    |    |     |    |    |    |    |    |    |    |    |    |
| Scuderia De Tomaso | G. Zanarotti |        |   |   |   |   |   |   |    | DNQ |   |    |    |    |    |    |    |    |    |     |    |    |    |    |    |    |    |    |    |
| 1963               |              |        |   |   |   |   |   |   |    |     |   |    |    |    |    |    |    |    |    |     |    |    |    |    |    |    |    |    |    |
| Gastone Zanarotti  | G. Zanarotti |        |   |   |   |   |   |   | 16 |     |   |    |    |    |    |    |    |    |    |     |    |    |    |    |    |    |    |    |    |